# David Montgomery
Pour les articles homonymes, voir Montgomery.
David Montgomery (né le 27 juin 1995) est un coureur cycliste irlandais.

## Palmarès sur route

### Par année
- 2014
  - Newry Three Day :
    - Classement général
    - 2e étape
- 2019
  - 2e du Tour of the North

### Classements mondiaux
| Année                                 | 2019  |
| ------------------------------------- | ----- |
| Classement mondial                    | 2564e |
| UCI Europe Tour                       | 1619e |
|                                       |       |
| Légende : nc = non classéSource : UCI |       |

## Palmarès en cyclo-cross
- 2013-2014
  - 2e du championnat d'Irlande de cyclo-cross espoirs
- 2014-2015
  -  Champion d'Irlande de cyclo-cross
- 2015-2016
  - 2e du championnat d'Irlande de cyclo-cross
- 2018-2019
  - 2e du championnat d'Irlande de cyclo-cross

## Palmarès en VTT
- 2014
  -  Champion d'Irlande de cross-country espoirs
- 2015
  - 2e du championnat d'Irlande de cross-country
- 2017
  - 3e du championnat d'Irlande de cross-country
- 2019
  - 2e du championnat d'Irlande de cross-country
- 2022
  - 2e du championnat d'Irlande de cross-country
- 2024
  - 3e du championnat d'Irlande de cross-country